# 외티콘 암 제
외티콘 암 제(독일어: Uetikon am See)는 스위스 취리히주의 마일렌구에 있는 자치체이다.

## 역사
외티콘 암 제는 1150년에 Uotinchova로 처음 언급되었다. 1924년까지 그것은 Uetikon으로 알려졌다.

## 지리
외티콘 암 제의 면적은 3.5k㎡이다. 이 지역 중 47.1%는 농업용으로 사용되며, 16.9%는 산림이다. 나머지 토지(36%)가 정착되었다. 1996년 주택과 건물은 전체 면적의 28.9%를 차지했고 나머지는 교통 기반시설(6.9%)을 차지했다. 2007년 기준으로 전체 시정촌 면적의 41.3%가 어떤 형태로든 건설되고 있다.
파넨슈틸 지역의 취리히 호수 북쪽 제방에 위치하고 있다. 외티콘은 취리히와 라퍼스빌의 중간쯤에 있다. 현지 방언으로는 위티케라고 한다.
지자체에는 클라인도르프 및 그로스도르프로 알려진 외티콘의 두 구역과 랑겐바움, 오버스트마트, 그뤼트, 룬디라인 및 바이드의 오래된 정착지가 포함된다. 외티콘에는 같은 이름의 화학 공장이 있다. 화학 공장, 항구 및 기차역을 제외하고 대부분의 시정촌은 호수에서 약간 오르막에 위치하고 있다.

## 인구통계
2020년 12월 31일 기준, 외티콘 암 제의 인구는 6,225명이다. 2007년 기준으로 전체 인구의 14.9%가 외국인이다. 2008년 기준으로 인구의 성별 분포는 남성 48.4%, 여성 51.6%이다. 지난 10년 동안 인구는 29.8%의 비율로 증가했다. 2000년 기준, 인구 대부분인 89.1%가 독일어를 사용하며, 이탈리아어가 두 번째로 많이 사용(2.7%)되고, 알바니아어가 세 번째(1.4%)로 사용된다.
2007년 선거에서 가장 인기 있는 정당은 득표율 35.7%를 얻은 SVP였다. 다음으로 가장 인기 있는 3개 정당은 FDP (19.2%), SPS (16.6%) 및 CSP (10.1%)였다.
인구의 연령분포(2000년 기준)는 어린이와 청소년(0~19세)이 전체 인구의 22.2%, 성인(20~64세)이 61%, 노인(64세 이상)이 16.9%를 차지한다. 외티콘 암 제에서는 인구의 약 81.5%(25-64세)가 비필수 고등교육 또는 추가 고등교육(대학 또는 응용학문대학)을 완료했다. 외티콘 암 제에는 2,113세대가 있다.

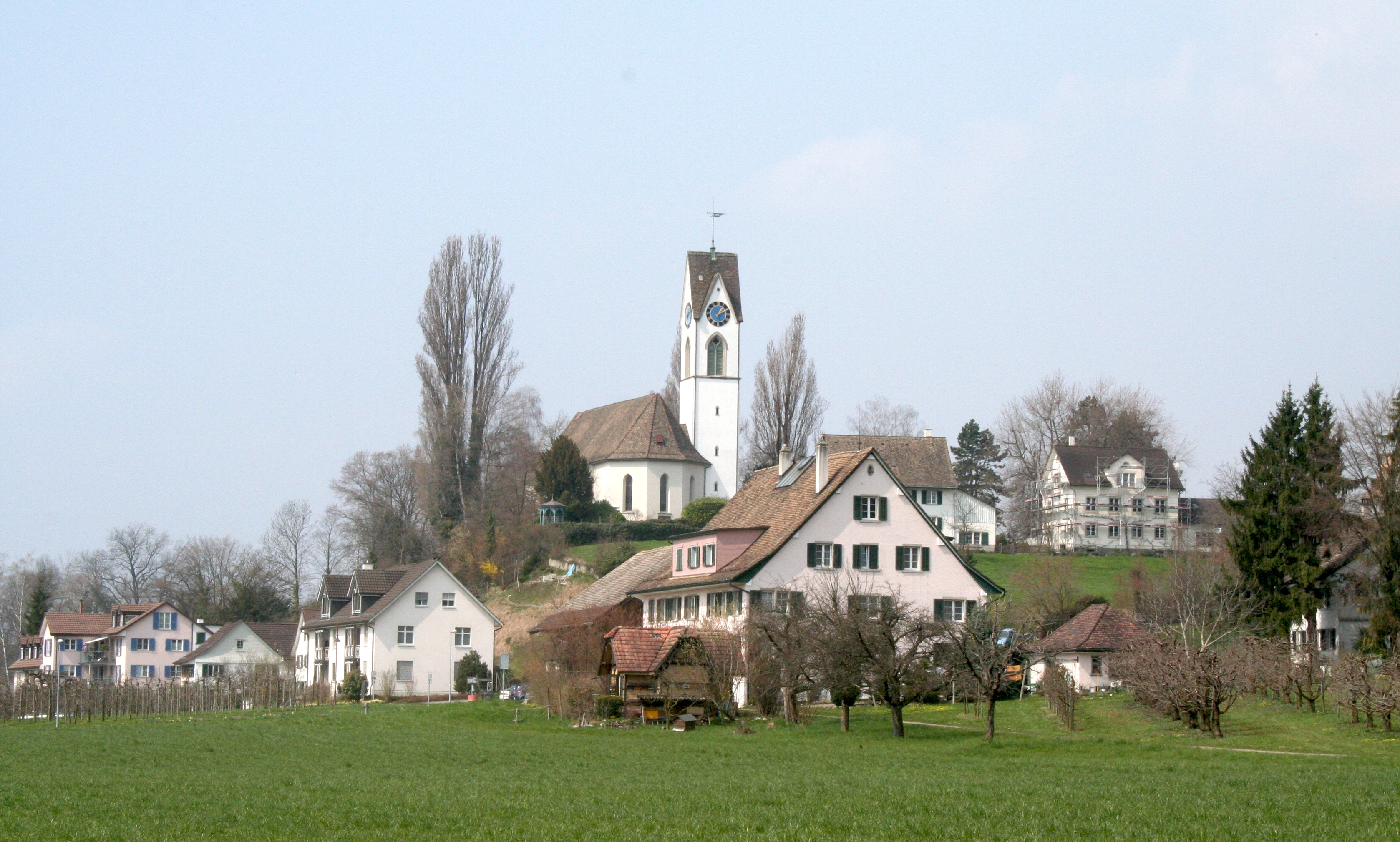
외티콘을 스위스 개혁 교회

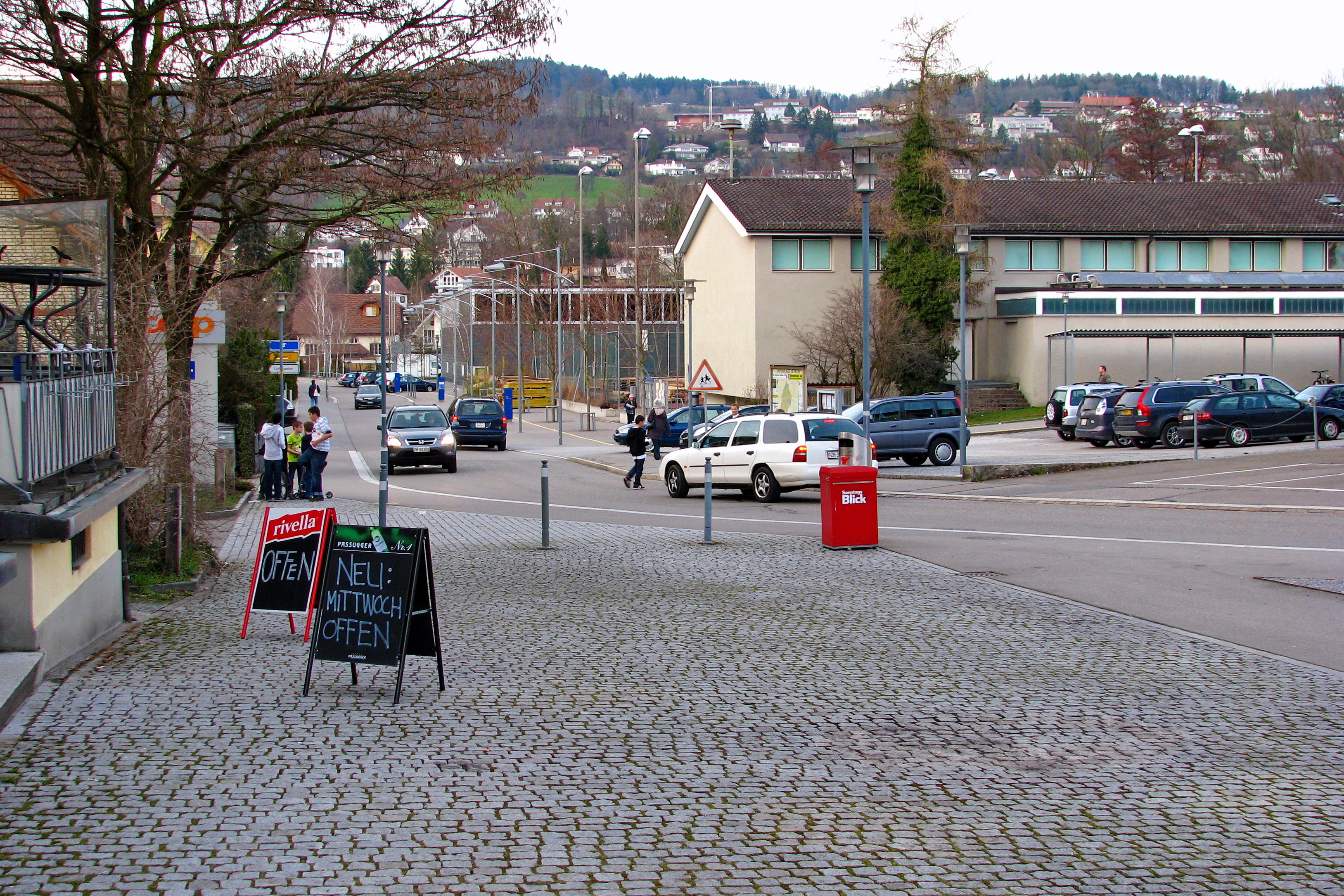

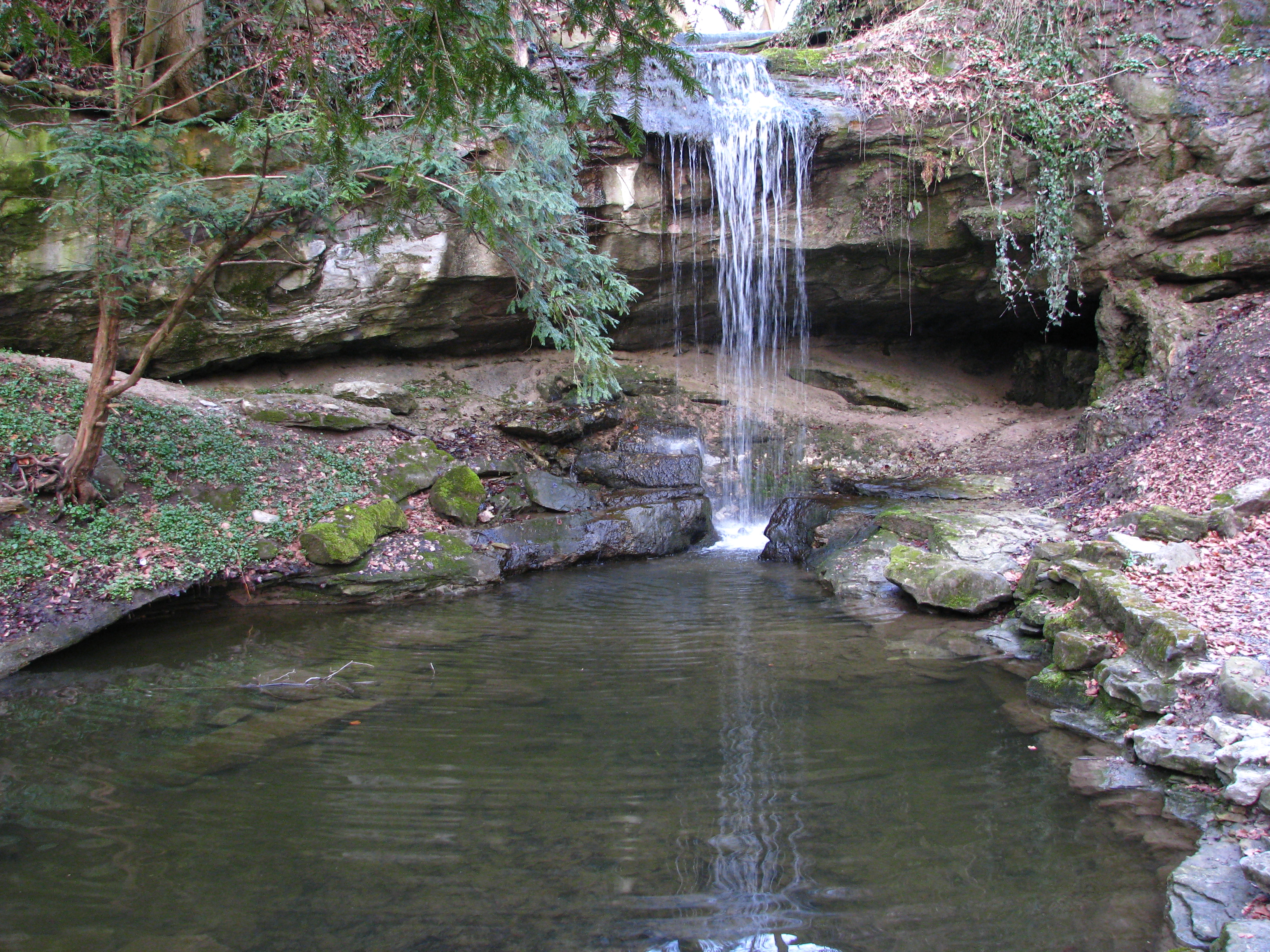
남쪽 파넨슈틸 고원 위의 리지토벨 계곡

외티콘 암 제의 실업률은 1.48%이다. 2005년 기준으로 1차 경제 부문에 61명이 고용되어 있고, 이 부문에 약 17개 기업이 참여하고 있다. 415명이 2차 부문에 고용되어 있고, 이 부문에 47개의 기업이 있다. 950명이 3차 부문에 고용되어 있으며, 이 부문에는 153개의 기업이 있다. 2007년 기준 노동인구의 43.3%가 상근직이고 56.7%가 파트타임직이다.
2008년 현재 외티콘 암 제에는 1,554명의 가톨릭 신자와 2,466명의 개신교 신자가 있다. 2000년 인구 조사에서 종교는 몇 가지 더 작은 범주로 분류되었다. 인구 조사에서 51.7%는 일종의 개신교였으며, 48.1%는 스위스 개혁 교회에, 3.6%는 다른 개신교 교회에 속했다. 인구의 27.1%가 가톨릭 신자였다. 나머지 인구 중 0%는 무슬림, 4.4%는 다른 종교(목록에 없음), 2.7%는 무교, 13.6%는 무신론자 또는 불가지론자였다.
| 연도 | 인구  | ±% p.a. |
| ---- | ----- | ------- |
| 1634 | 382   | —       |
| 1850 | 1,121 | +0.50%  |
| 1900 | 1,365 | +0.39%  |
| 1950 | 2,521 | +1.23%  |

| 연도 | 인구  | ±% p.a. |
| ---- | ----- | ------- |
| 1990 | 4,026 | +1.18%  |
| 2000 | 4,935 | +2.06%  |
| 2015 | 5,962 | +1.27%  |

## 교통
외티콘역은 취리히 S-반의 S6 라인의 종착역이며, S7 (30분 간격) 및 SN7(야간) 라인에서도 운행된다.
931 및 932 지역 버스 노선은 통근자들을 기차역으로 오고 가는 동안 920 및 925 버스 노선은 마일렌 및 슈테파를 오가는 서비스를 제공한다.
여름에는 취리히호 해운(ZSG)가 운영하는 취리히와 라퍼스빌까지 호수를 따라 정기보트가 운행된다.